# Mistrzostwa świata juniorów w futbolu amerykańskim
Mistrzostwa świata juniorów w futbolu amerykańskim – cyklicznie rozgrywane turnieje najlepszych młodzieżowych reprezentacji krajowych w futbolu amerykańskim na świecie, organizowane od 2009 roku przez Międzynarodową Federację Futbolu Amerykańskiego. Mistrzostwa świata juniorów zastąpiły rozgrywane w latach 1997-2007 NFL Global Junior Championships.

## Wyniki
| Rok  | Kraj   |                   | Finał | Finał             | Finał             |       | Mecz o trzecie miejsce | Mecz o trzecie miejsce | Mecz o trzecie miejsce |
| Rok  | Kraj   | Zwycięzca         | Wynik | Finalista         | Trzeci            | Wynik | Czwarty                |                        |                        |
| 2009 | USA    | Stany Zjednoczone | 41-3  | Kanada            | Japonia           | 42-27 | Meksyk                 |                        |                        |
| 2012 | USA    | Kanada            | 23-17 | Stany Zjednoczone | Japonia           | 7-0   | Austria                |                        |                        |
| 2014 | Kuwejt | Stany Zjednoczone | 40-17 | Kanada            | Meksyk            | 31-30 | Austria                |                        |                        |
| 2016 | Chiny  | Kanada            | 24-6  | Stany Zjednoczone | Meksyk            | 24-7  | Japonia                |                        |                        |
| 2018 | Meksyk | Kanada            | 13-7  | Meksyk            | Stany Zjednoczone | 69-9  | Szwecja                |                        |                        |

### Bilans krajów
| Kraj               | 2009 8    | 2012 8    | 2014 8    | 2016 7    | 2018 6    |
| ------------------ | --------- | --------- | --------- | --------- | --------- |
| Francja            | 7 miejsce | 6 miejsce | 6 miejsce | -         | -         |
| Japonia            | 3 miejsce | 3 miejsce | 5 miejsce | 4 miejsce | 5 miejsce |
| Kanada             | 2 miejsce | 1 miejsce | 2 miejsce | 1 miejsce | 1 miejsce |
| Meksyk             | 4 miejsce | -         | 3 miejsce | 3 miejsce | 2 miejsce |
| Niemcy             | 5 miejsce | -         | 7 miejsce | -         | -         |
| Nowa Zelandia      | 8 miejsce | -         | -         | -         | -         |
| Stany Zjednoczone  | 1 miejsce | 2 miejsce | 1 miejsce | 2 miejsce | 3 miejsce |
| Szwecja            | 6 miejsce | 7 miejsce | -         | -         | 4 miejsce |
| Austria            | -         | 4 miejsce | 4 miejsce | 5 miejsce | -         |
| Panama             | -         | 8 miejsce | -         | -         | -         |
| Samoa Amerykańskie | -         | 5 miejsce | -         | -         | -         |
| Kuwejt             | -         | -         | 8 miejsce | -         | -         |
| Australia          | -         | -         | -         | 6 miejsce | 6 miejsce |
| Chiny              | -         | -         | -         | 7 miejsce | -         |